# Teatro Festival de Edimburgo
El Teatro Festival de Edimburgo (en inglés: Edinburgh Festival Theatre) es un recinto para artes escénicas situado en la calle Nicolson, en Edimburgo, Escocia, al norte del Reino Unido que se utiliza principalmente para espectáculos de ópera y ballet, eventos musicales a gran escala, y para eventos de grupos temporales. Después de su última renovación en 1994, cuenta con una capacidad para 1.915 espectadores. Es una de las principales sedes del verano para el festival anual Internacional de Edimburgo y es la sede en Edimburgo para la Ópera y el Ballet de Escocia. La ubicación actual del teatro es la sede continua más antigua de Edimburgo, aunque ha habido un teatro en ese lugar desde 1830.